# Carl Christian Burmeister
Carl Christian Burmeister, född den 7 januari 1821 i Köpenhamn, död den 11 december 1898 i Köpenhamn, var en dansk ingenjör och maskintillverkare, grundare av Burmeister & Wain.
År 1843 inrättade en holsteinsk snickare, Hans Heinrich Baumgarten, en mekanisk verkstad på Købmagergade i Köpenhamn. Han ingick 1846 i samarbete med Carl Christian Burmeister, och verkstaden flyttades till Christianshavn under namnet Baumgarten och Burmeister. År 1858 byggdes det första danskbyggda ångfartyget av stål. År 1861 valde Baumgarten att dra sig tillbaka, och 1865 inledde Burmeister samarbete med direktören för varvet, William Wain , och företaget kom att kallas Burmeister & Wain. År 1871 drabbades företaget av kapitalbrist och strejker och påföljande år omvandlades B & Ws Jærnskibsbyggeri till Aktiebolaget  Burmeister & Wain.